# Bandiera delle Tonga
La bandiera delle Tonga è la bandiera nazionale del Regno di Tonga.
Il disegno iniziale, che prevedeva solo l'attuale cantone bianco con croce rossa, fu ideato dal re Tupou I, nel 1862, per celebrare la cristianità del suo popolo. Un anno dopo, però, Henry Dunant scelse lo stesso vessillo per l'organizzazione internazionale da lui fondata: la Croce Rossa. Per evitare confusione, nel 1864, si decise di limitare il precedente disegno nell'angolo in alto a sinistra, mantenendo il resto dello spazio su fondo rosso, similmente alle antiche Red Ensign. La nuova bandiera, in uso dal 1874, è ufficialmente riconosciuta dall'anno successivo. La sua adozione legale risale al 4 novembre 1875 insieme alla Costituzione del paese, che ne prevede l'immodificabilità. Tuttavia è ammesso l'uso come bandiera di comodo.

## Bandiere storiche

Bandiera di Tongatapu (1858–1862)
Bandiera tongana ideata da re Tupou I (1862–1866)
Primo stendardo reale tongano (1862–1875)
Bandiera della colonia britannica di Tonga (1900-1970)